# Sint-Petrus en Pauluskerk (Schaesberg)
De Sint-Petrus en Pauluskerk is een kerkgebouw in Schaesberg in de gemeente Landgraaf in de Nederlandse provincie Limburg. De kerk staat bij het Kerkplein en de Hoofdstraat. Aan de westelijke overzijde van de straat ligt het kerkhof.
De kerk is gewijd aan Petrus en Paulus.

## Geschiedenis
In 1648 werd de kerk (het huidige schip) gebouwd in opdracht van Johan Frederik van Schaesberg. In 1699 werd het eenbeukige kerkje voltooid onder leiding van Frederik Sigismund Theodor, de kleinzoon van Johan Frederik.
In 1914 werd het koor en het dwarspand gebouwd naar het ontwerp van Jan Stuyt. Daarbij werd de oude koorsluiting vervangen door een transept met koor.
In 1958 voegde men een zijkapel toe.
In 1964-1966 vonden herstelwerkzaamheden plaats als gevolg van mijnschade.
Sinds 1967 is de kerk een rijksmonument. Sinds de jaren 70 staat naast de kerk het oorlogsmonument (1950) van Renald Rats.
In de jaren 2013-2017 werd het kerkgebouw volledig gerestaureerd. Nadat de kerk bijna een jaar aan de eredienst onttrokken is geweest, werd deze in mei 2017 feestelijk heropend.

## Opbouw
De georiënteerde bakstenen kruiskerk bestaat uit een zware ongelede westtoren met ingesnoerde torenspits, een eenbeukig schip met vijf traveeën, een transept en driezijdig gesloten koor met één travee. De toren heeft aan drie zijden een rondboogvormig galmgat. Tegen het schip zijn twee dwarskapellen gebouwd, steunberen scheiden de traveeën en hebben een rondboogvenster. De kerk wordt gedekt door een zadeldak met kruisribgewelven op brede platte gordelbogen.

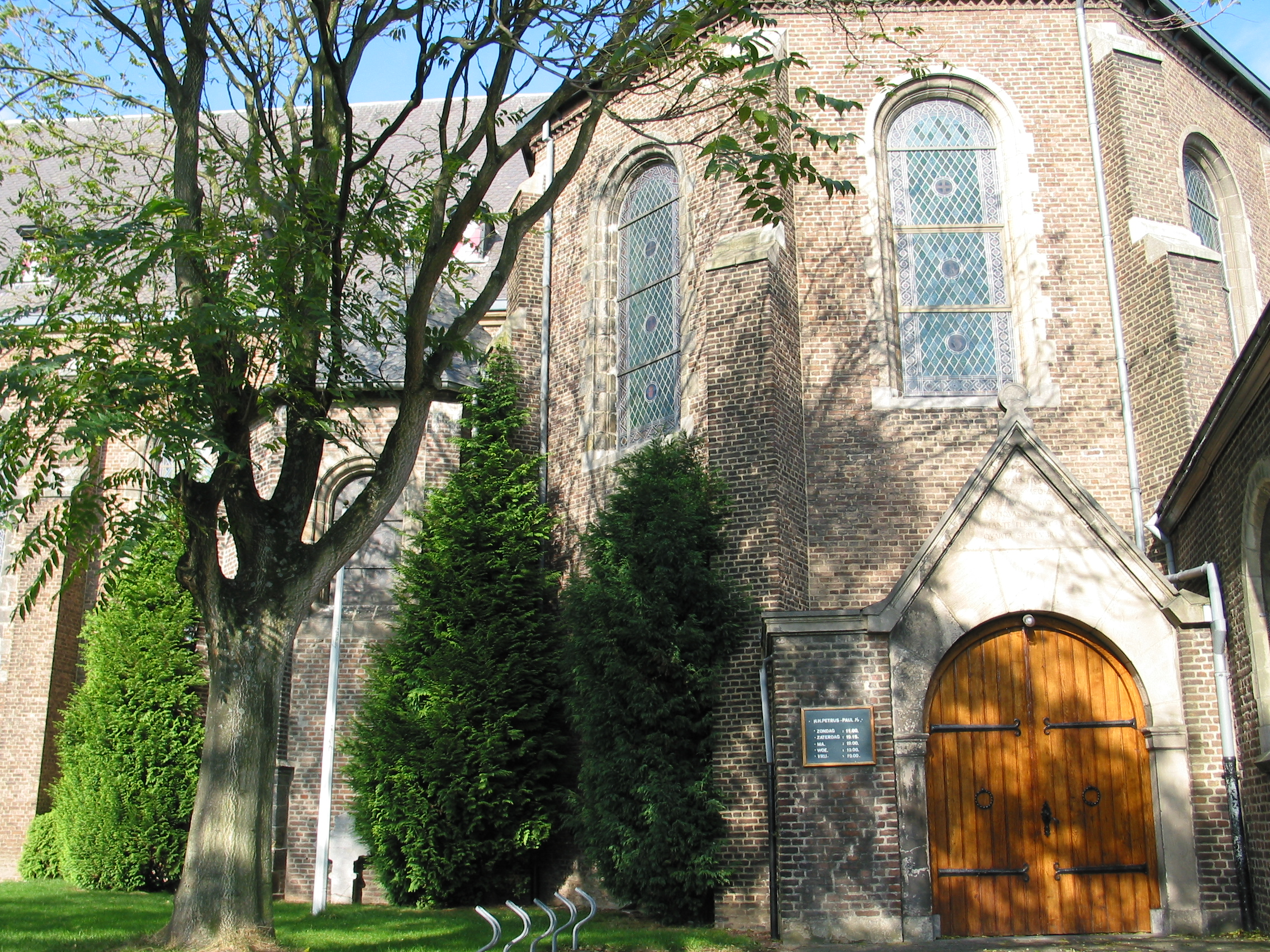
Koor
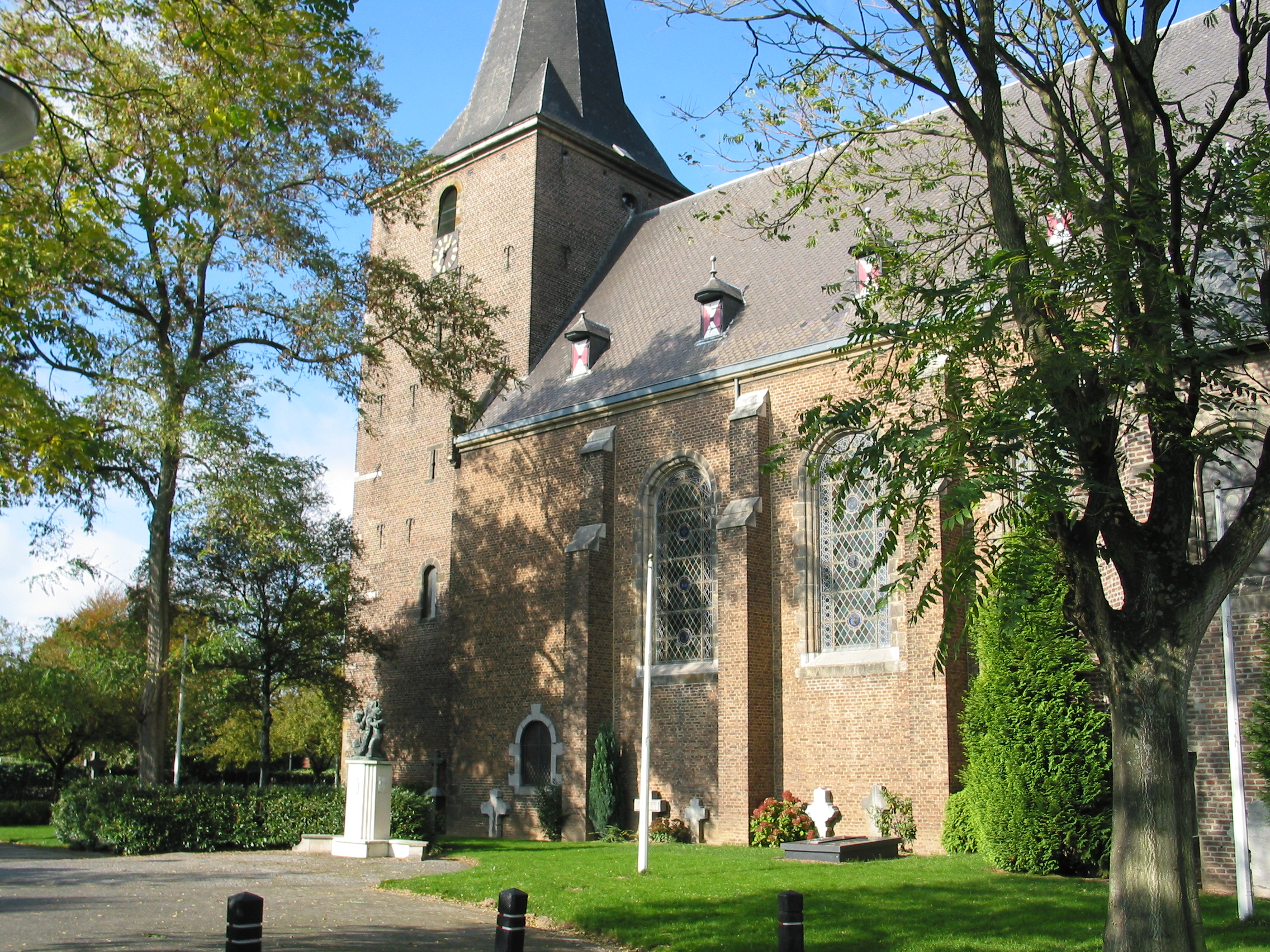
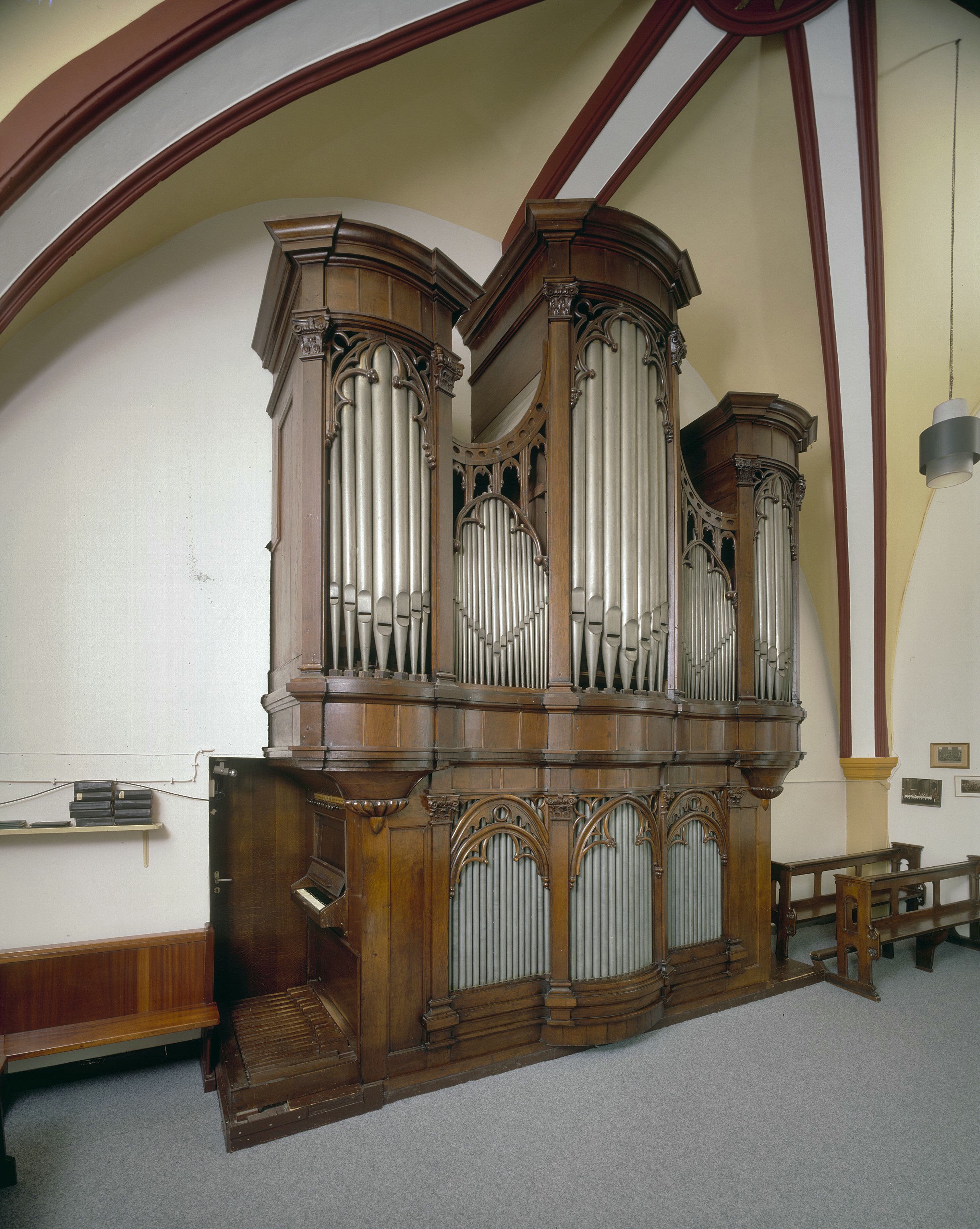
Orgel